# Габрио, Габриэль
Габриэль Габрио (англ. Gabriel Gabrio, при рождении — Эдуард Габриель Лельевр (фр. Édouard Gabriel Lelièvre; 13 января 1887, Реймс — 31 октября 1946 или 2 ноября 1946, Бершер-сюр-Вегр) — французский актёр театра и кино, чья карьера началась в эпоху немого кино 1920-х годов и продолжалась более двух десятилетий.

## Биография
Эдуар Габрио (Эдуард Габриель Лельевр) родился в городе Реймсе департамента Марна во Франции. Был самым младшим из 16 детей в семье. Его отец работал в подвалах шампанских вин Pommeray Champagne. В детские годы увлекался кукольным театром; повзрослев учился на художника по стеклу, но впоследствии решил стать сценическим актёром.
С началом Первой мировой войны Габрио был призван в ряды Французской армии и в течение четырех лет принимал участие в боевых действиях. После демобилизации приехал в Париж, где играл на сценах нескольких столичных театров, в частности в постановках по произведениям Бернарда Шоу и Уильяма Шекспира.

## Карьера в кино
Габриэль Габрио дебютировал в кино в 1920 году, снявшись в фильме Жермены Дюлак «Испанский праздник». В 1924 году режиссёр Анри Фекур выбрал Габрио для исполнения главной роли Жана Вальжана в своей экранизации романа Виктора Гюго «Отверженные» (1925). Участие в фильме принесло актеру славу.
В конце 1920-х годов Габриэль Габрио снялся в нескольких фильмах зарубежных режиссёров, в частности в своем единственном фильме на английском языке «Неразлучные» (1929) режиссёров Адельки Мильяр и Джона Стаффорда.
Габриэль Габрио активно снимался в 1930-х годах и после прихода звукового кино. Среди наиболее значительных его ролей этого периода — роли Цезаря Борджиа в фильме Абеля Ганса «Лукреция Борджиа» и гангстера Карлоса в фильме 1937 г. «Пепе ле Моко» режиссёра Жюльена Дювивье, где партнером Габрио по съемочной площадке был исполнитель главной роли Жан Габен.
Актерскую карьеру Габрио продолжал и после вступления Франции в Вторую Мировую войну. В 1942 году он принял участие в фильме Марселя Карне «Вечерние посетители», премьера которого состоялась 5 декабря 1942 года в оккупированном Париже.
В 1943 году из-за проблем со здоровьем Габриэль Габрио отказался от дальнейшей актерской карьеры и поселился в коммуне Бершер-сюр-Вегр на западе Франции, где и умер 31 октября 1946 в возрасте 59-ти лет. В память об актере его именем была названа одна из улиц города.